# Az Északi Tanács Filmdíja
Az Északi Tanács Filmdíja a legújabb az Északi Tanács által alapított díjak közül. Először 2002-ben osztották ki. Az odaítélés kritériuma, hogy egy eredeti, a skandináv kultúrában gyökerező alkotás szülessen.
A többihez hasonlóan a filmdíj is 350 000 dán korona pénzjutalommal jár. Ezt az összeget a forgatókönyvíró, a rendező és a producer között kell felosztani.

## Díjazottak
Az eddigi díjazottak:
| Év   | Film eredeti címe (magyar)                      | Rendező               | Ország     |
| ---- | ----------------------------------------------- | --------------------- | ---------- |
| 2023 | Viften                                          | Frederikke Aspöck     | Dánia      |
| 2022 | Dýrið (Bárány)                                  | Valdimar Jóhannsson   | Izland     |
| 2021 | Flugt (Menekülés)                               | Jonas Poher Rasmussen | Dánia      |
| 2020 | Barn (Vigyázat, gyerekek)                       | Dag Johan Haugerud    | Norvégia   |
| 2019 | Dronningen (Szívek királynője)                  | May el-Toukhy         | Dánia      |
| 2018 | Kona fer í stríð (Izlandi amazon)               | Benedikt Erlingsson   | Izland     |
| 2017 | Tyttö nimeltä Varpu (Varpu)                     | Selma Vilhunen        | Finnország |
| 2016 | Louder Than Bombs (Hétköznapi titkaink)         | Joachim Trier         | Norvégia   |
| 2015 | Fúsi                                            | Dagur Kári            | Izland     |
| 2014 | Om hästar och män (Lovak és emberek)            | Benedikt Erlingsson   | Izland     |
| 2013 | Jagten (A vadászat)                             | Thomas Vinterberg     | Dánia      |
| 2012 | Play (Play - Gyerekjáték?)                      | Ruben Östlund         | Svédország |
| 2011 | Svinalängorna (Peremvidéken)                    | Pernilla August       | Svédország |
| 2010 | Submarino                                       | Thomas Vinterberg     | Dánia      |
| 2009 | Antichrist (Antikrisztus)                       | Lars von Trier        | Dánia      |
| 2008 | Du levende (Te, aki élsz)                       | Roy Andersson         | Svédország |
| 2007 | Kunsten at græde i kor (A sírás művészete)      | Peter Schønau Fog     | Dánia      |
| 2006 | Zozo                                            | Josef Fares           | Svédország |
| 2005 | Drabet (Emberölés)                              | Per Fly               | Dánia      |
| 2002 | Mies vailla menneisyyttä (A múlt nélküli ember) | Aki Kaurismäki        | Finnország |

### Külső hivatkozások
- About the Film Prize, Északi Tanács (dán, angol, finn, izlandi, norvég, svéd)